# منتزه لار الوطني

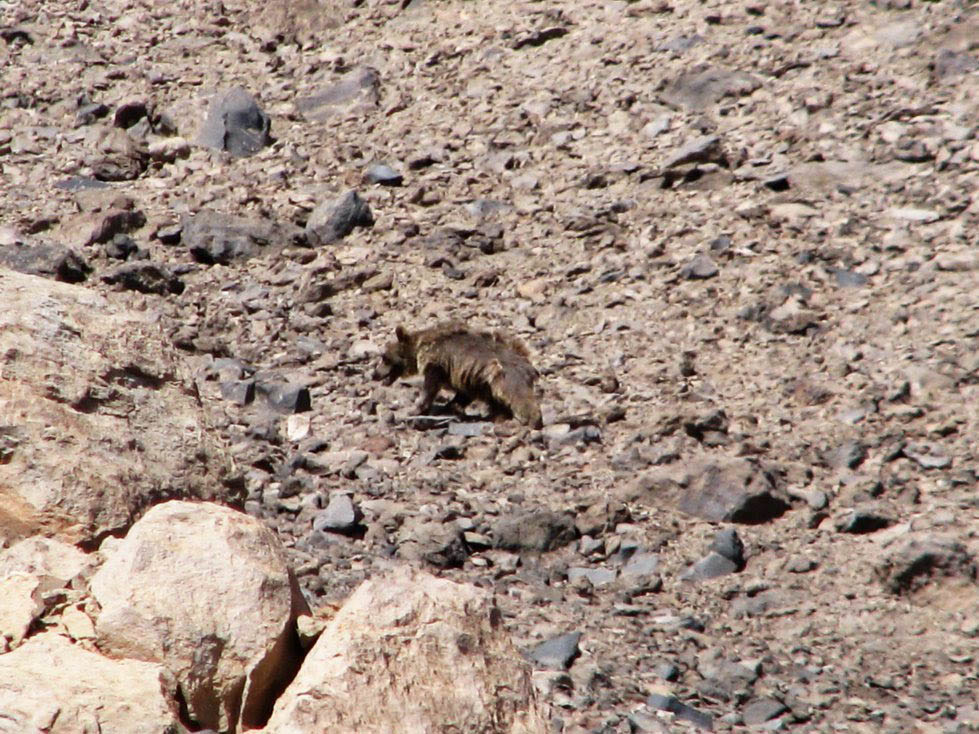
آثار للدب البني السوري في الحديقة

حديقة لار الوطنية أو منتزه لار الوطني (الفارسية پارک ملی لار) هي منطقة محمية في مقاطعة آمل في محافظة مازندران في شمال إيران.

## الجغرافيا

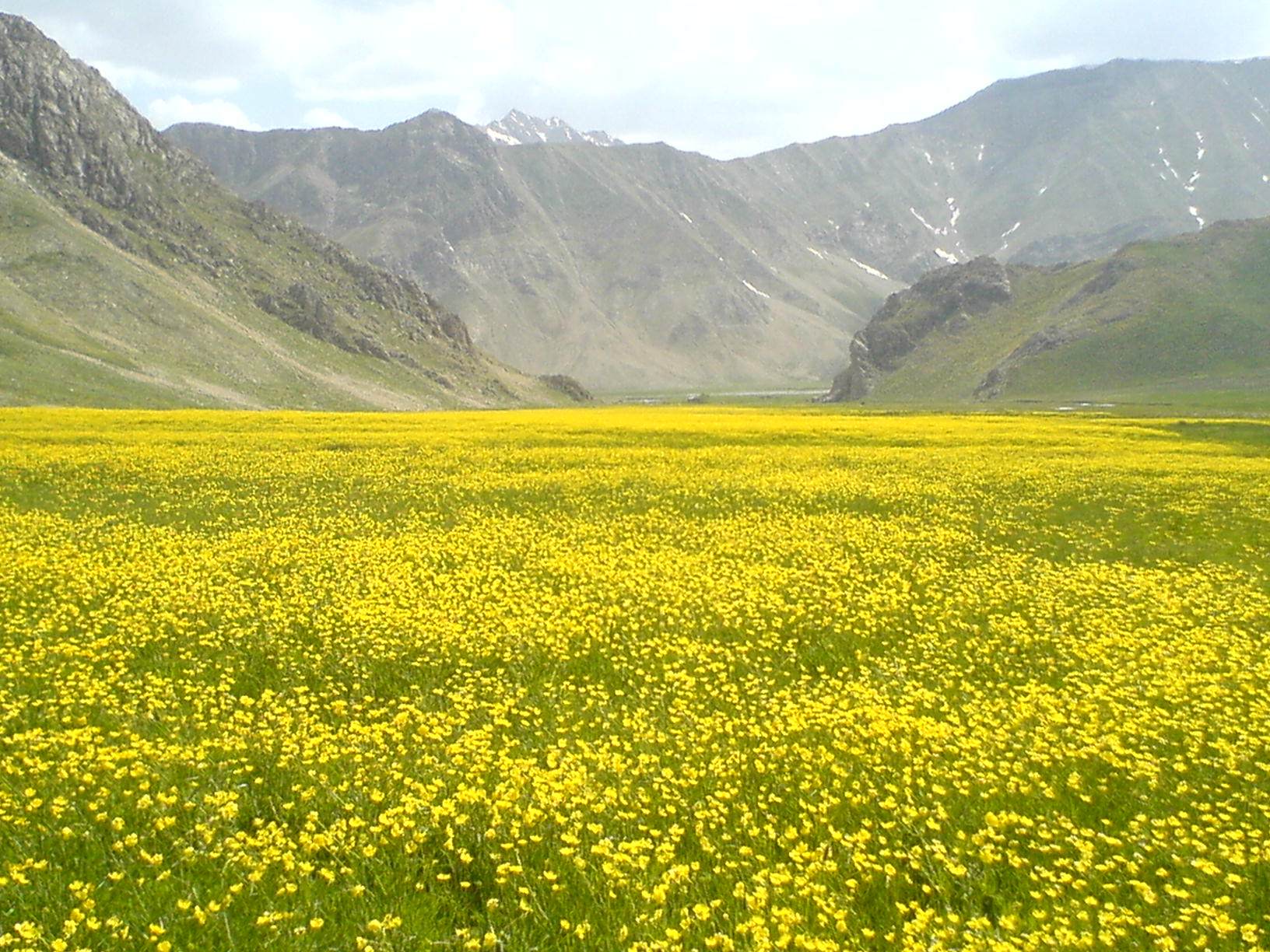
حديقة لار الوطنية

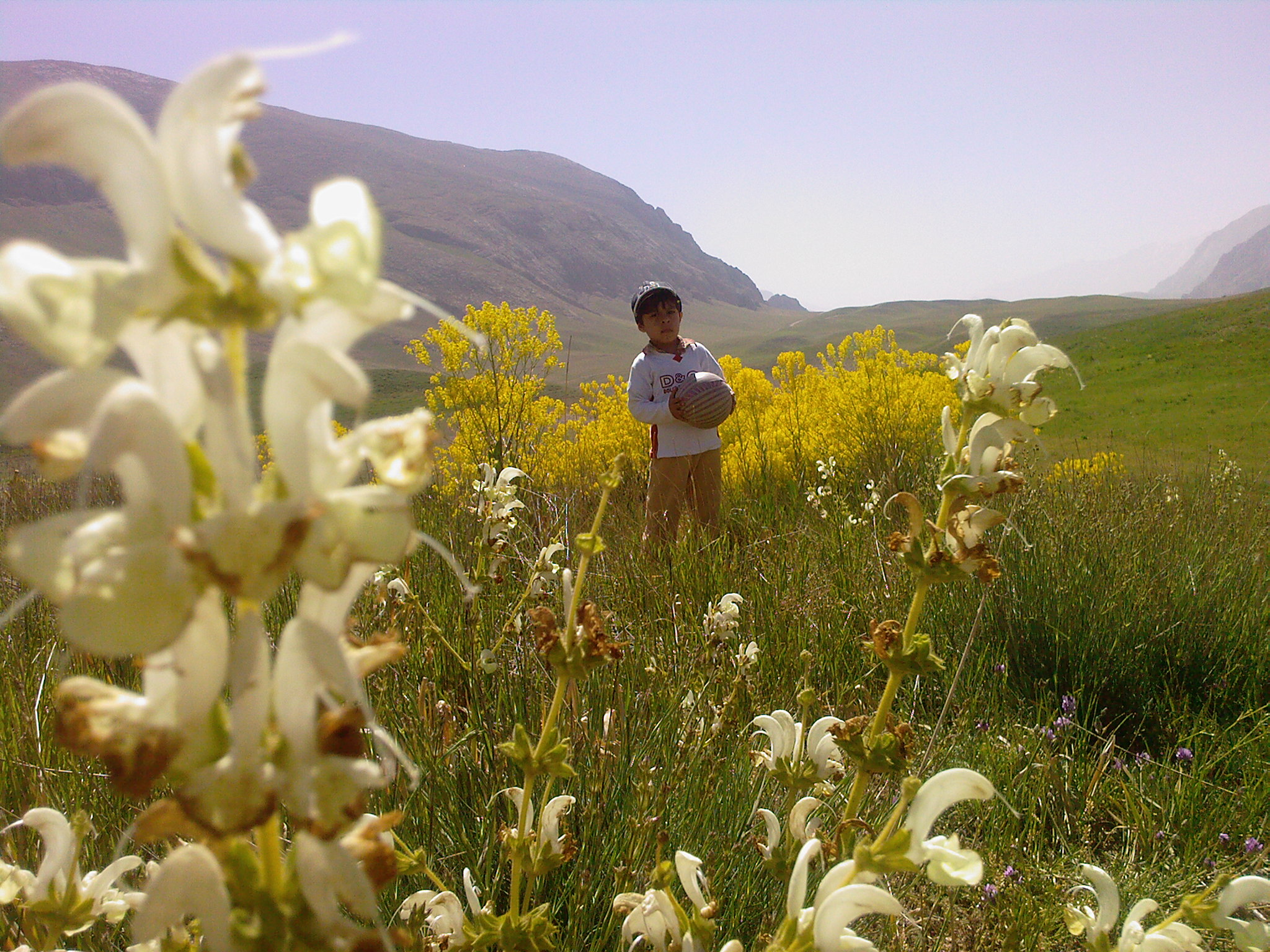
السهل الأصفر في منتزه لار الوطني

تبلغ مساحة الحديقة 30,000-هكتار (74,000-أكر) وتقع في سلسلة جبال ألبرز الوسطى، عند سفح جبل دماوند.
أصبحت هذه الحديقة حديقة وطنية منذ عام 1976 م، ومنطقة محمية منذ عام 1982 م من وزارة البيئة الإيرانية. مُنع الصيد منذ عام 1991 م. يقع سد لار وخزانه المائي داخل الحديقة. يمكن الوصول إليها عبر طريق 77 (طريق هراز).

## النباتات والحيوانات
أحد الأنواع النادرة في الحديقة هي فصائل من عائلة الأسماك السلمونيات التي تُعد هذه المنطقة موطنها الأصلي.

## روابط خارجية
35°59′06″N 51°58′45″E / 35.9851°N 51.9791°E